# 東北アジア歴史財団
東北アジア歴史財団（とうほくあじあれきしざいだん）は、韓国政府の教育部傘下の「東北アジアの歴史問題と独島に関する事項の研究・分析と政策開発」「東北アジア歴史問題を解決し、独島の領土主権を守る」公共機関。
高句麗、渤海の帰属問題に関する中国の東北工程と日本の歴史教科書問題・竹島問題に対抗するために2006年9月22日に設立した。
青瓦台が任命する理事長は閣僚級、外交部出身者が務めてきた事務総長は次官級であるなど地位が高く、博士クラスの研究員だけでも46人を有する。

## 批判
東北アジア歴史財団は、韓国で「檀君は実在した」「衛満は朝鮮人だった」「楽浪郡は朝鮮半島になかった」などの主張を行っている韓国の民族主義者から度々批判されており、在野の史学者から「国民の税金で運営される財団が植民史観の本拠地」と批判されている。
『中央日報』は、2012年8月に東北アジア歴史財団がアメリカ議会調査局に「韓中境界の歴史的変化に対する韓国の見解」という資料を提出したが、紀元前108年に漢の武帝が設置した漢四郡が朝鮮半島の一部地域を統治したという「東北工程と日帝植民史学の核心的な主張」を認める資料を送っていると問題視している。資料では、紀元前3世紀と196年に黄海道に真番郡が存在した、紀元前108年に漢四郡が朝鮮半島北部に存在したとしているが、ボク・ギデ仁荷大学校教授は「地図に基づくと、高麗の首都の開城に楽浪があったということだが、そのような史料や学説に接したことはない」「漢四郡が韓半島にあったという話は、日帝時代に植民史学者が『韓国は他国の属国』としてねつ造した事実」と批判、セヌリ党の李相逸議員は「米議会の報告書は米国の政策に直接影響を及ぼす重要な資料だが、こうした資料として我々の歴史を歪曲する地図を財団と政府が送ったことは国益を傷つける行動」「誤っている部分を早期に修正する措置を取らなければいけない」と批判している。さらに『中央日報』は、「財団で勤務した関係者は『日帝植民史観などを継承している人たちが内部にいる』と述べた」と報じた。
2012年6月に京畿道教育庁が作成した中国の東北工程に対抗する教育資料集「北東アジアの平和を夢みて」について、東北アジア歴史財団は「この教材は外交的に敏感な内容を含んでいると判断し、精密分析を行った」「教育現場で資料として使用されるには問題があるという結論を出し、修正を勧告した」と修正勧告を出した。それによると、檀君神話を歴史的事実として記述した部分（28ページ）について東北アジア歴史財団は、「古朝鮮開国神話は神話的な範疇に属し、歴史的な事実でないのは自明だ」「神話が伝える内容と歴史的な背景は厳格に分離して記述するのが望ましい」「中国の歪曲された歴史観を修正するという趣旨を考慮しても（資料集は）古代史の一般的な認識方法から外れ、読者を誤って導くおそれがある」と修正を勧告、1909年に日清が締結した間島協約は国際法上無効であり、間島は韓国の領土という資料集の白頭山の境界碑（1712年）を国際法上有効な国境条約と記述（88ページ）した箇所に対して、東北アジア歴史財団は「白頭山境界碑が建設された時期は国際法的な認識が登場する前であり、国際法的な基準をそのまま適用するのは適切でない」と修正を勧告、国際法上、乙巳条約（1905年）と間島協約が無効化すれば、奪われた間島を取り戻せるかのような記述（87ページ）対して、東北アジア歴史財団は「間島協約前に間島の領域を確定し、間島を韓国の領土とした事実はない」と指摘、その他には、支石墓は古朝鮮だけにあったと記述し、中国にはいかなる形態の支石墓も見られない（27ページ）という箇所に対して、東北アジア歴史財団は「支石墓は中国東部沿岸地域でもかなり発見されている。考古学的な研究成果を反映していない」と指摘、渤海王の大祚栄は振国王と呼ばれていたが高句麗王と記述、清が満州の封禁政策を解除したが「朝鮮が解除した」と記述、白頭山境界碑は「朝鮮と清の口頭合意で1792年に建設された」と記述（88ページ）しているが、朝鮮と清の口頭合意はなく、建設されたのは1712年などの誤りを指摘している。これに対して京畿道教育庁は、「教科書で扱えない重要な歴史的な論争と事実を紹介するのが目的」であり、「授業参考用の資料であるため問題にはならない」と東北アジア歴史財団を批判している。
イ・ドギル（ハンガラム歴史文化研究所長）は、中国が東北工程を研究している目的を「北韓有事の際に軍事介入できる歴史的根拠を用意したのだ」として、「中国は東北工程で満洲はもちろん韓半島北部までを中国史の領土だったと主張している」「その核心論拠は漢が古朝鮮を滅亡させ設置したという漢四郡にある。漢四郡の中心地である楽浪郡が古朝鮮の首都であった平壌地域にあり残り三郡が漢江の北側にあったので漢江北側が古代中国の植民地だという主張」であり、東北工程に対抗するために設置した機関が高句麗研究財団とそれを継承した東北アジア歴史財団であるが、「東北アジア歴史財団の現行HPは『正しい歴史』という項目で『紀元前3世紀から2世紀、準王代の古朝鮮と衛満朝鮮は平壌を首都としており…』と書いている。古朝鮮の王城である平壌に楽浪郡を設置したという中国東北工程の内容と一致する。高句麗研究財団も一時、楽浪郡の位置を平壌だと表わした歴史地図を上げてネチズンの抗議を受けて畳んだことがあった。東北工程に対応しろとして設置した国家研究機関がむしろ東北工程論理に同調する異常現象が進行中」であり、李址麟『古朝鮮研究』（1963年）、文定昌『古朝鮮史研究』（1969年）、尹乃鉉『韓国古代史新論』（1986年）、イ・ドギル『古朝鮮は大陸の支配者であった』（2006年）などを通じて漢四郡は韓半島にはなかったという事実を論証した、「にも関わらず国民の税金で運営される国家研究機関らは東北工程に対抗するこういう理論を完全に握りつぶしたまま、漢四郡が韓半島内にあったと言っている」と批判している。

## 外部サイト
- 東北アジア歴史財団公式サイト （朝鮮語）